# Wydział Nauk Społecznych Uniwersytetu Wrocławskiego
Wydział Nauk Społecznych Uniwersytetu Wrocławskiego (WNS UWr) – jeden z wydziałów Uniwersytetu Wrocławskiego powstały w 1988 roku w wyniku reorganizacji Wydziału Filozoficzno-Historycznego i podzielenia go na wyżej wymieniony oraz Wydział Nauk Historycznych i Pedagogicznych. Kształci studentów na siedmiu podstawowych kierunkach zaliczanych do nauk społecznych na studiach stacjonarnych i studiach niestacjonarnych.
W strukturze wydziału znajdują się 5 instytutów i 1 katedra. W roku 2009 zatrudnionych było 322 pracowników naukowo-dydaktycznych (z czego 14 profesorów na stanowisku profesora zwyczajnego, 27 na stanowisku profesora nadzwyczajnego ze stopniem naukowym doktora habilitowanego, 16 adiunktów ze stopniem doktora habilitowanego, 2 docentów z tytułem naukowym doktora, 142 adiunktów i 10 starszych wykładowców ze stopniem doktora, 2 wykładowców i lektor z tytułem magistra). Wydział współpracuje również z emerytowanymi profesorami, których autorytet wspiera zarówno proces dydaktyczny, jak i przede wszystkim wymianę międzynarodową.
Według stanu na 2012 rok na wydziale studiuje łącznie 4724 studentów (3037 na studiach dziennych i 1687 na studiach zaocznych) oraz kilkudziesięciu doktorantów, odbywających studia doktoranckie w ramach Wydziałowego Studium Doktoranckiego.

## Historia
Wydział Nauk Społecznych Uniwersytetu Wrocławskiego powstał w 1988 roku w wyniku reorganizacji Wydziału Filozoficzno-Historycznego, po połączeniu Instytutu Nauk Politycznych, Katedry Historii Filozofii, Katedry Filozofii Marksistowskiej, Katedry Logiki i Metodologii Nauk w samodzielny wydział. W tym czasie utworzono także Instytut Socjologii i Katedrę Badań Niemcoznawczych. Na pierwszym posiedzeniu Rady Wydziału Nauk Społecznych, które miało miejsce 24 czerwca 1988 roku, wybrano pierwszego dziekana wydziału, którym został prof. dr. hab. Bronisława Pasierba. 1 października tego samego roku zainaugurowano pierwszy rok akademicki na wydziale. Studenci mogli studiować na trzech kierunkach: filozofii, politologii i socjologii.
W ciągu kolejnych kilku lat miały miejsce zmiany organizacyjne. W 1992 roku zlikwidowano katedry filozoficzne i powołano Instytut Filozofii. W tym samym roku – 1 czerwca utworzono Studia Doktoranckie Nauk o Polityce, Filozofii i Socjologii. Ważnym wydarzeniem było podjęcie decyzji o przeniesieniu siedziby wydziału z ulicy Szewskiej na Starym Mieście na ulicę Koszarową (Sołtysowice) w 1993 roku, co zainicjował ówczesny dziekan prof. dr. hab. Romuald Gelles. W 1995 roku zlikwidowano Katedrę Badań Niemcoznawczych i utworzono Instytut Badań Niemcoznawczych i Europejskich, a następnie zmieniono jego nazwę na Instytut Studiów Międzynarodowych.
W 1998 roku miała miejsce przeprowadzka wydziału na nowy kampus przy ulicy Koszarowej z różnych siedzib. Z ulicy Pocztowej 9 przeprowadził się Instytut Politologii, z placu Teatralnego 8 – Instytut Filozofii i Instytut Socjologii, a z ulicy Szewskiej 36 – dziekanat, Instytut Badań Niemcoznawczych i Europejskich oraz Katedra Logiki i Metodologii. Obecnie kampus ten mieści trzy budynki dydaktyczne i wydziałową bibliotekę. Jednocześnie w 1998 roku uruchomiono nowy kierunek studiów – stosunki międzynarodowe, w 2005 roku europeistykę, w 2009 roku bezpieczeństwo narodowe, a w 2011 roku dyplomację europejską.

## Władze Wydziału
W kadencji 2020–2024:
| Stanowisko                                | Imię i nazwisko                      |
| ----------------------------------------- | ------------------------------------ |
| Dziekan                                   | prof. dr hab. Robert Alberski        |
| Prodziekan ds. współpracy międzynarodowej | dr hab. Magdalena Ratajczak          |
| Prodziekan ds. kształcenia                | dr hab. Marta Ryniejska-Kiełdanowicz |
| Prodziekan ds. nauki i rozwoju            | dr hab. Mateusz Błaszczyk            |
| Prodziekan ds. studenckich                | dr hab. Jacek Zieliński              |

## Poczet dziekanów
1. prof. dr hab. Bronisław Pasierb (1988–1993)
2. prof. dr hab. Romuald Gelles (1993–1999)
3. prof. dr hab. Bernard Janusz Albin (1999–2005)
4. dr hab. Andrzej Czajowski (2005–2007)
5. prof. dr hab. Jerzy Juchnowski (2007–2016)
6. prof. dr hab. Robert Wiszniowski (2016–2020)
7. prof. dr hab. Robert Alberski (od 2020)

## Kierunki kształcenia
Wydział Nauk Społecznych kształci studentów na następujących kierunkach na studiach I stopnia (licencjackich – 3-letnie) i II stopnia (magisterskich uzupełniających 2 letnie):
- bezpieczeństwo narodowe
- dyplomacja europejska
- europeistyka
- filozofia
- politologia
- socjologia
- stosunki międzynarodowe
- zarządzanie migracjami
- zarządzanie projektami społecznymi

Ponadto Wydział oferuje następujące studia podyplomowe:
- Podyplomowe Studia Kwalifikacyjne Filozoficzno-Etyczne
- Podyplomowe Studia Filozoficzne
- Podyplomowe Studia Kwalifikacyjne Wiedzy o Społeczeństwie
- Studia Podyplomowe dla Pracowników Samorządu Terytorialnego
- Studia Podyplomowe Zarządzanie Podmiotami Ekonomii Społecznej
- Studia Podyplomowe Komunikowania i Kreowania Wizerunku Publicznego
- Studia Podyplomowe Funduszy Strukturalnych Unii Europejskiej
- Studia Podyplomowe Zarządzania Kapitałem Ludzkim i Społecznym
- Podyplomowe Studia Bezpieczeństwa Publicznego i Zarządzania w Sytuacjach Kryzysowych
- Podyplomowe Studia Komunikacji Marketingowej
- Podyplomowe Studia Lobbingu i Strategicznego Planowania Społecznego
- Studia Podyplomowe Bezpieczeństwo Transeuropejskie w Sytuacjach Kryzysowych
- Podyplomowe Studia Wschodnie
- Studia Podyplomowe Międzykulturowość w Zarządzaniu

Możliwe jest również podjęcie studiów III stopnia (doktoranckich) na kierunkach:
- politologia
- filozofia
- socjologia

Wydział ma uprawnienia do nadawania następujących stopni naukowych:
- doktora nauk humanistycznych w zakresie: nauk o polityce, filozofii i socjologii
- doktora habilitowanego nauk humanistycznych w zakresie: nauk o polityce, filozofii i socjologii

## Struktura organizacyjna

### Instytut Filozofii
Dyrektor: dr hab. Ilona Błocian
- Zakład Filozofii Starożytnej i Średniowiecznej
- Zakład Filozofii Nowożytnej
- Zakład Filozofii Współczesnej
- Zakład Filozofii Niemieckiej
- Zakład Ontologii i Filozofii Przyrody
- Zakład Estetyki
- Zakład Etyki
- Zakład Filozofii Społecznej i Politycznej
- Zakład Filozofii Człowieka i Kultury
- Zakład Epistemologii i Filozofii Umysłu
- Pracownia Badań nad Dziejami Filozofii na Śląsku
- Pracownia Badań Prognostycznych nad Przemianami Religijnymi
- Pracownia Dydaktyki Filozofii
- Centrum Badań Interdyscyplinarnych i Filozofii Kultury „Człowiek między Naturą a Kulturą”
- Centrum Badawcze Ingarden

### Instytut Politologii
Dyrektor: dr hab. Dariusz Skrzypiński
- Zakład Badania Aktywności Politycznej i Społecznej
- Zakład Badań nad Konfliktami i Przemocą Polityczną
- Zakład Historii Najnowszej i Ruchów Społecznych
- Zakład Komunikowania Społecznego i Dziennikarstwa
- Zakład Polityki Społecznej i Ekonomicznej
- Zakład Polityki Zagranicznej i Zagrożeń Globalnych
- Zakład Społeczeństwa Obywatelskiego
- Zakład Systemów Politycznych i Administracyjnych
- Zakład Teorii Polityki
- Centrum Monitorowania i Analiz Polityk Publicznych
- Centrum Badań Ilościowych
- Sekcja Projektów Badawczych i Dydaktycznych

### Instytut Socjologii
Dyrektor: dr hab. Ewa Banaszak
- Zakład Socjologii Bezpieczeństwa i Edukacji
- Zakład Socjologii Kultury i Cywilizacji
- Zakład Socjologii Miasta i Wsi
- Zakład Socjologii Nauki Wiedzy i Kultury
- Zakład Socjologii Sfery Publicznej
- Zakład Socjologii Stosowanej i Pracy Socjalnej
- Zakład Zachowań Konsumenckich
- Ośrodek Badań Regionalnych i Obszarów Pogranicza
- Zakład Socjologii Płci i Rodziny
- Zakład Socjologii Pracy i Gospodarki
- Zakład Socjologii Pogranicza

### Instytut Studiów Międzynarodowych
Dyrektor: dr hab. Krzysztof Kociubiński
- Zakład Badań Niemcoznawczych
- Zakład Badań Wschodnich
- Zakład Komunikowania Międzynarodowego
- Zakład Międzynarodowych Stosunków Ekonomicznych i Integracji Europejskiej
- Zakład Polityki Zagranicznej i Bezpieczeństwa RP
- Zakład Studiów Strategicznych i Europejskich
- Pracownia Badań nad Dyplomacją Publiczną
- Zakład Studiów Regionalnych i Rozwojowych
- Zakład Studiów nad Bezpieczeństwem

### Katedra Logiki i Metodologii Nauk
Kierownik: dr hab. Marek Magdziak

### Instytut Studiów Europejskich
Dyrektor: dr hab. Piotr Grabowiec
- Zakład Polityk Unii Europejskiej
- Zakład Europejskiej Historii, Cywilizacji i Myśli Społeczno-Ekonomicznej
- Zakład Europejskiej Integracji Gospodarczo-Społecznej i Rozwoju Regionalnego
- Zakład Europejskich Procesów Politycznych
- Zakład Zarządzania Publicznego i Administracji

## Galeria

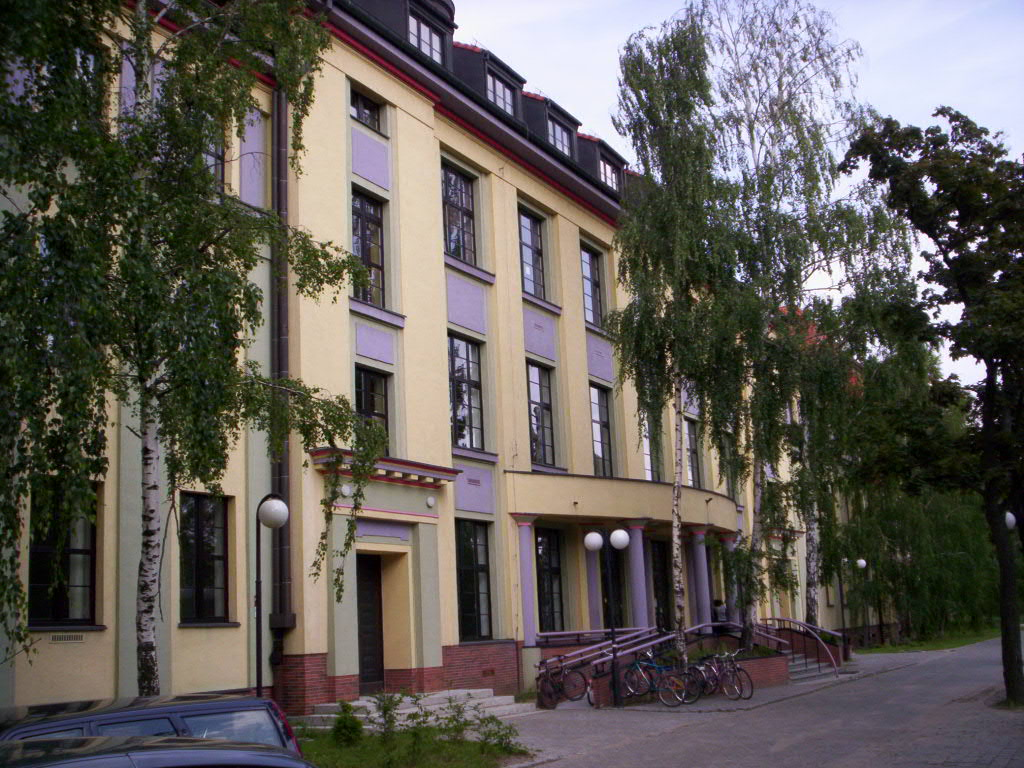
Budynek Instytutu Socjologii
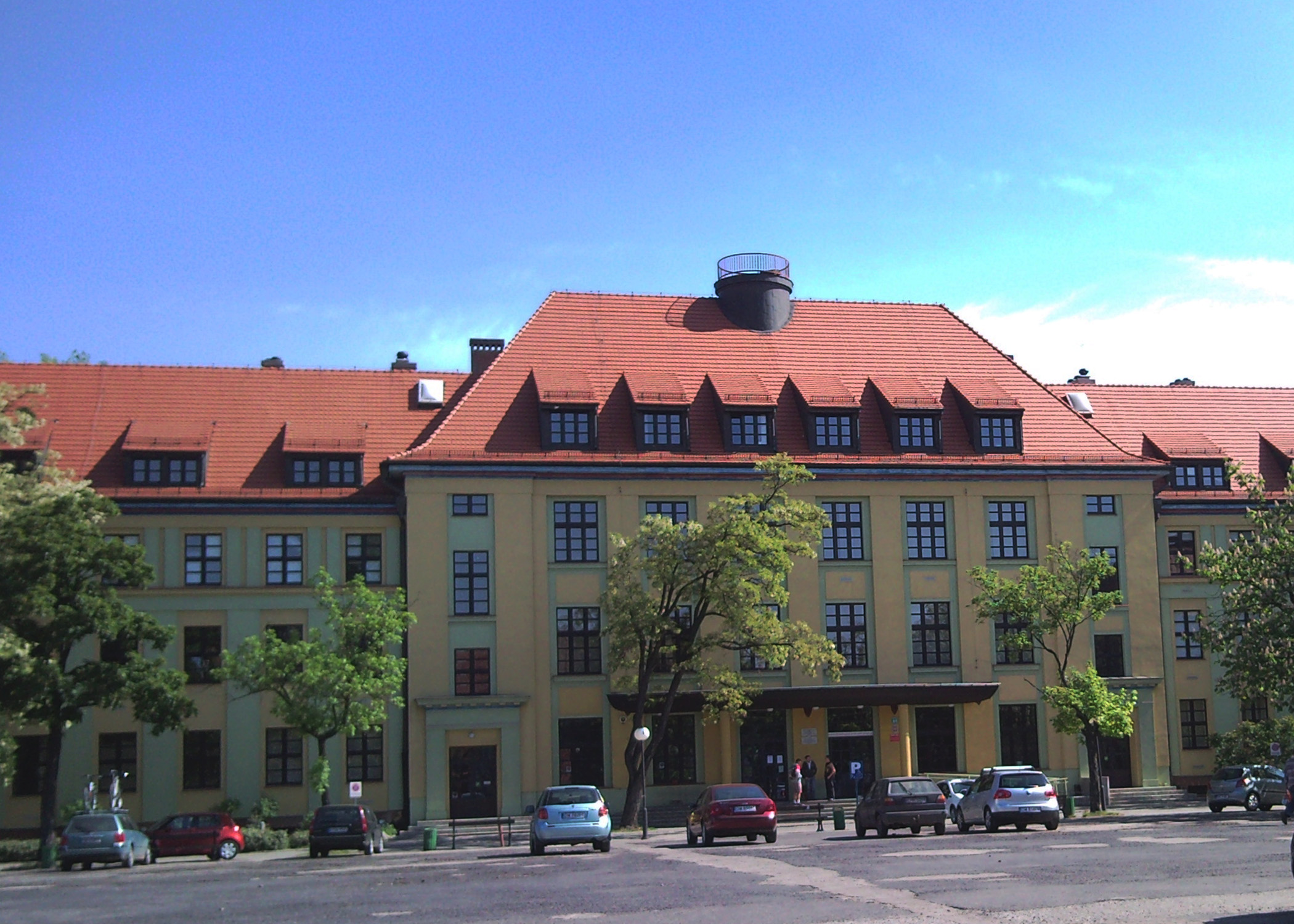
Instytut Stosunków Międzynarodowych